# كارمن كاسكو دي لارا كاسترو
كارمن كاسكو دي لارا كاسترو (17 يونيو عام 1918 - 8 مايو عام 1993) هي معلمة وسياسية باراغوانية ومدافعة عن حقوق المرأة والإنسان. يرجع إليها الفضل في تأسيس إحدى أولى منظمات حقوق الإنسان المستقلة في أمريكا اللاتينية، وذلك فضلًا عن نضالها من أجل تحقيق المساواة للمرأة ووضع حد لإرهاب الدولة في ظل دكتاتورية ألفريدو سترويسنر. كذلك لعبت دورًا مؤثرًا في إقرار تشريع أرسى مبدأ الإنصاف في الأجور ورسخ حقوق الأمومة بالإضافة إلى دورها في ضمان إسقاط القوانين التي انتقصت من حقوق الإنسان الأساسية.
ولدت كاسكو في كنف عائلة نافذة ودرست لتغدو معلمة إذ امتهنت التدريس في الفترة الممتدة من ثلاثينيات القرن العشرين حتى عام 1965. أرسِل أقاربها إلى المنفى وشهدوا الدمار الذي خلفته الحرب، وهو ما دفعها إلى الانخراط في الجهود الرامية إلى تخفيف معاناة أولئك الذين تعرضوا لقدرٍ أكبر من التهميش. باشرت في البداية العمل على القضايا المرتبطة بالنساء والسجناء السياسيين. عملت كاسكو على إدخال حزمة من حقوق الإنسان الأساسية على دستور الباراغواي حين انتخبت عضوًا في الجمعية الدستورية في عام 1967. شغلت منصب رئيس لجنة الدفاع عن حقوق الإنسان في باراغواي والتي كانت أحد مؤسسيها، وظلت على رأس منصبها هذا إلى حين وفاتها. انصب تركيز المنظمة على تقديم المساعدة للضحايا نظرًا لعدم قدرتها على ملاحقة أولئك المسؤولين عن انتهاك حريات الآخرين، ولكن استطاعت أيضًا جمع معلومات عن أولئك الذين تعرضوا للاختفاء القسري.
انتُخبت كاسكو عضوًا في مجلس النواب في عام 1968. كانت من المعارضين الصريحين للنظام الديكتاتوري وهو ما جعلها هدفًا لحملات الرقابة والسجن والترهيب التي مارستها الدولة. ظلت كاسكو في مجلس النواب حتى عام 1977 حين قدمت استقالتها احتجاجًا على تعديل الدستور والذي منح سترويسنر عددًا غير محدود من الولايات الرئاسية. كانت أحد الأطراف المشاركة في تأمين إطلاق سراح السجناء السياسيين من معسكر اعتقال أمبوش. سافرت كاسكو كثيرًا خلال ثمانينيات القرن العشرين في محاولةٍ منها لتوعية المجتمع الدولي حيال انتهاكات حقوق الإنسان الحاصلة في باراغواي، وابتغت من هذا تمكينهم من ممارسة الضغط على الحكومة لإنهاء الأعمال الانتقامية التي مارستها بحق المواطنين. انتُخبت كاسكو عضوًا في مجلس الشيوخ عقب خلع سترويسنر من سدة الرئاسة في عام 1989، ولازمت هذا المنصب لبقية حياتها. كذلك تولت رئاسة لجنة التحقيق التابعة لمجلس الشيوخ والمكلفة بالنظر في سجلات قسم التحقيقات التابع لجهاز الشرطة المركزي والمعروفة باسم «ملفات الإرهاب» والتي كشِف النقاب عنها في عام 1992. اكتشفت اللجنة أن إدارة الشؤون الفنية التابعة لوزارة الداخلية كانت ما تزال تمارس أعمالها وعليه أصدرت قرارًا بإغلاقها. كرمتها الأمم المتحدة لإسهاماتها في مجال حقوق الإنسان والمجال الإنساني في نفس العام.
توفيت كاسكو في عام 1993. يذكرها التاريخ لسجلها في الدفاع عن حقوق الإنسان. إذ تحمل العديد من المدارس والنصب التذكارية في باراغواي اسمها. كذلك يزين وجهها أحد الطوابع البريدية الصادرة عن الحكومة الباراغوانية في عام 2000.

## نشأتها
ولدت كارمن إليدا دي خيسوس كاسكو ميراندا في الباراغواي في يوم 17 يونيو عام 1918. كانت والدتها تدعى ليديا ميراندا كويتو ووالدها يدعى فيرمين كاسكو إسبينوزا. عمدت في مدينة أسونسيون بتاريخ 6 أغسطس عام 1918. عمل والدها في الجيش الباراغوائي وقاتل في حرب تشاكو. كانت خالتها خوليا ميراندا كويتو متزوجة من البطل العسكري ورئيس الباراغواي اللاحق خوسيه فيليكس إستيغاريبيا. كانت كارمن واحدة من بين سبعة أطفال إذ كان لديها أختين إناث وأربعة أخوة ذكور. كانت عائلة كاسكو من العائلات ذائعة الصيت المنتمية للطبقة الأرستقراطية والتي تمتعت بمنزلة اجتماعية وسياسية رفيعة.
التحقت كاسكو بمدرسة ماريا أوكسيليادورا الابتدائية في أسونسيون، ودرست لتصبح معلمة صف في مدرسة لا بروفيدنسيا. لم يكن في وسع العائلة سوى التأثر بحرب تشاكو التي اندلعت حين كانت كارمن ما تزال تستكمل تعليمها المدرسي وذلك على الرغم من عدم اندلاع أعمال قتالية في أسونسيون، ويرجع السبب في ذلك إلى مشاركة والدها وعمها في الحرب. أدت الاضطرابات السياسية اللاحقة إلى إرسال إستيغاريبيا الذي كان مقربًا من العائلة إلى المنفى. شمل التعليم الذي تلقته دراستها للغتين الفرنسية والغوارانية بالإضافة إلى التعليم الديني الاعتيادي.

## بداياتها المهنية وعائلتها
درّست كاسكو في بداية مسيرتها المهنية مادتي التربية المدنية واللغة الفرنسية في مدرسة لا بروفيدنسيا والمدرسة النظامية الثالثة. كذلك زاولت التدريس في مدرسة سان كارلوس الثانوية. وفي عام 1940، تزوجت كاسكو من ماريانو لويس لارا كاسترو وهو محامي وأستاذ في جامعة أسونسيون الكاثوليكية وأحد الجنود المشاركين في حرب تشاكو. كان والده الصحفي ورئيس المعهد الباراغواني للتحقيقات التاريخية رامون لارا كاسترو والذي شغل في السابق منصب وزير الشؤون الخارجية المعني بالبرازيل. شهد ذلك العام مقتل عمها إستيغاريبيا بعد تحطم طائرته. كان إستيغاريبيا يشغل منصب رئيس الباراغواي آنذاك وأدى مقتله إلى زج البلاد في حالة من الفوضى العارمة. كانت كاسكو وزوجها من أنصار الحزب الليبرالي وظلوا كذلك حتى بعدما حظره خليفة إستيغاريبيا إيهينيو مورينيغو. حكم مورينيغو الذي كان المرشح الوحيد في انتخابات عام 1943 كرئيس استبدادي من خلال لجوئه إلى الاضطهاد والنفي. أدت المعارضة لحكمه إلى اندلاع الحرب الأهلية الباراغوانية. أضحت كاسكو منخرطةً في مساعدة السجناء السياسيين بعدما وضعت الحرب أوزارها في عام 1947. نفي معظم أفراد عائلة والدتها إلى الأرجنتين، في حين خسرت عائلة والدها جميع ممتلكاتهم في أسونسيون. كذلك أجبر زوجها على المكوث في المنفى وقضى فترةً وجيزةً في الأرجنتين والأوروغواي قبل أن يعود إلى الباراغواي في شهر أكتوبر من عام 1947. لم ترافقه كاسكو التي اقتربت حينها من إنجاب ابنها الثالث إذ ظلت بمفردها في أسونسيون مع ابنيها لويس (مواليد عام 1942) وخورخي (مواليد عام 1945). ولد فرناندو (مواليد عام 1948) بعيد انتهاء الحرب الأهلية وأتبعته بإنجابها لثلاثة أبناء آخرين ألا وهم خوسيه (مواليد عام 1953) وفيرمين (مواليد عام 1956) ومارتين (مواليد عام 1960). فقدت عائلتها معظم أملاكهم بعد حرب تشاكو والحرب الأهلية واضطروا إلى العيش في المنفى وهو ما دفع كاسكو للانخراط في مجال حقوق الإنسان.

## الوفاة والإرث
أدخلت كاسكو إلى المستشفى في أسونسيون بعد معاناتها من المضاعفات الناجمة عن مرض السكري في شهر أبريل من عام 1993، وفارقت الحياة في يوم 8 مايو عام 1993. دفنت في مقبرة ريكوليتا بعدما وضع رفاتها في الكونغرس الوطني. أصدرت الحكومة الباراغوانية طابعًا بريديًا تذكاريًا يحمل صورتها في عام 2000، وذلك تكريمًا لالتزامها بقضايا حقوق المرأة. سميت مدرسة دونا كارمن كاسكو دي لارا كاسترو الوطنية الثانوية في سان بيدرو على اسمها تخليدًا لذكراها. كذلك سميت الكلية التقنية في مدينة إيتاغوا تيمنًا باسمها، وثمة شارع في مدينة إنكارناسيون يحمل اسمها. عقد تكريم للاحتفاء بذكراها في ساحة كارمن كاسكو دي لارا كاسترو الواقعة في حي سان بابلو بمدينة أسونسيون في عام 2006. كانت الساحة تحمل اسم سترويسنر في السابق ولكن أعيد تسميتها حين أقر المجلس التشريعي مشروع قانون لإزالة التكريمات الممنوحة إليه. اعترفت عدة برامج بعمل كاسكو ومن ضمنها أسبوع باراغواي لحقوق الإنسان ويوم المرأة في باراغواي ويوم المرأة العالمي.